# Karabanove, Rozdilna
Karabanove (în ucraineană Карабанове) este un sat în comuna Zaharivka din raionul Rozdilna, regiunea Odesa, Ucraina.

## Demografie
Componența lingvistică a localității Karabanove
     Ucraineană (97,1%)
     Română (1,21%)
     Alte limbi (1,69%)
Conform recensământului din 2001, majoritatea populației localității Karabanove era vorbitoare de ucraineană (97,1%), existând în minoritate și vorbitori de română (1,21%).